# Classe Pennsylvania (couraçados)
A Classe Pennsylvania foi uma série de dois encouraçados da Marinha dos Estados Unidos, que combateram na Segunda Guerra Mundial.

## História
Foram lançados a partir de 1916, sendo uma modernização da Classe Nevada. A eles foram adicionadas mais duas baterias de 14 polegadas (356 mm) como bateria principal, possuíam um comprimento maior e permitia maior deslocamento, com maior velocidade.
Servindo no Atlântico Ocidental, entre 1916-1918, estes navios operaram discretamente durante a Primeira Guerra Mundial. Passaram por remodelação em 1929-1931, recebendo uma bateria principal com elevação maior e calibre mais potente, permitindo disparos de longo alcance. Suas torres de tiro foram reformuladas e adicionadas novas baterias secundárias. Recebeu também catapulta para lançamento de hidroaviões.
Esta classe concebeu dois encouraçados famosos, ambos construídos na Costa Leste dos Estados Unidos:
- USS Pennsylvania (BB-38) - Construído pelo Newport News Shipbuilding, Newport News, Virgínia . Lançado em Março de 1915, concluído em Junho de 1916.

- USS Arizona (BB-39) - Construído pelo Arsenal da Marinha de Nova Iorque, Brooklyn, New York. Lançado em Junho de 1915, concluído em Outubro de 1916.

Os Pensilvânia estavam presentes durante o ataque japonês à  Pearl Harbor em 7 de Dezembro de  1941.  O Pennsylvania (BB-38) sobreviveu ao ataque, conseguindo fazer frente ao ataque japonês, sofreu várias avarias e retornou aos Estados Unidos para reparos. Voltou ao teatro do Pacífico e participou quase todas as batalhas, incluindo Midway e  a Batalha do Golfo de Leyte. Ao final da guerra foi utilizado como navio-alvo na Operação Crossroads como testes da bomba atômica no Atol de Bikini em julho de 1946.
O Arizona sofreu uma explosão catastrófica quando uma bomba disparada por um bombardeiro japonês Kate o atingiu entre as Torres 1 e 2 atingindo o depósito de munições, O navio se partiu em dois e afundou causando a morte de 1 117 marinheiros.  A lenda sobre o encouraçado ganhou tom mais dramático ainda porque, – por incrível que  pareça – em 25 anos de atividade, desde 1916, nunca havia participado de um combate e estava no Pacífico, por ser considerado uma das melhores belonaves da Marinha Americana.